# Aleksandr Polejàiev
Aleksandr Polejàiev   (Ruzàievka, 30 d'agost de 1804 (Julià) - Moscou, 16 de gener de 1838 (Julià)), nom complet amb patronímic, Aleksandr Ivànovitx Polejàiev, rus: Алекса́ндр Ива́нович Полежа́ев, fou un controvertit poeta rus, més conegut pel seu poema satíric Saixka, que en 1826 li va comportar que fos degradat a l'exèrcit del Caucas, per un decret especial del tsar Nicolau I que havia pres aquest desafiament audaç com una continuació de la revolta dels decabristes. Polejàiev va continuar escrivint sàtires (on descrivia el tsar rus com a "botxí" i "emperador corporal") i en la dècada de 1830 esdevingué proper als radicals. Un d'ells, Aleksandr Herzen, més tard ho recordava amb gran calidesa en el seu llibre de memòries El meu passat i pensaments. De caràcter volàtil i rebel, propens a beure en excés, Polejàiev es va involucrar en una sèrie d'incidents, l'últim dels quals va comportar que fos castigat amb una flagel·lació tan severa, que es van haver d'extreure quirúrgicament fragments de branques de la seva esquena. Després d'això, en el curs de diversos mesos, Aleksandr Polejàiev va emmalaltir de tuberculosi i va morir.
"El destí de Polejàiev fou d'un peculiar, jo diria que proto-tipus soviètic. L'exèrcit tsarista es va convertir en el seu gulag", va escriure Ievgueni Ievtuixenko.

## Traduccions al català
- Poesia russa. Antologia / Vidal, Helena (Ed., Trad., Pr.); Desclot, Miquel (Ed., Trad.) Barcelona : Edicions 62: 1983 (Les millors obres de la literatura universal; 28) ISBN 8429720774